# 本島幸久
本島 幸久（もとしま ゆきひさ、1967年2月9日 - ）は、日本の漫画家。福岡県出身。血液型はO型。

## 略歴
1987年、20歳の時に「喫茶店LaLa日記」（亜砂みえる名義）が『週刊少年マガジン』（講談社）に掲載されてデビュー。製作していた同人誌が当時の同誌編集長の目に留まっての抜擢であった。
『週刊少年マガジン』での初連載となった『風のシルフィード』は当時の少年漫画誌には珍しい競馬を主題とした漫画であり、騎手と競走馬を描いた物語は長期連載作品となった。後に続編となる『蒼き神話マルス』も『週刊少年マガジン』に連載されている。
ミステリーにも詳しく、ミステリー関連のムック本に、漫画や挿絵だけでなく書評なども掲載している。
ゴルフ雑誌『アルバトロス・ビュー』での連載など、ゴルフ漫画も多く、自身もプレーする。漫画の描写には、自身のゴルフ体験も活かされており、その描写には定評がある。

## 作品リスト

### 連載
- 風のシルフィード（週刊少年マガジン 1989年 - 1993年、全23巻、愛蔵版全13巻、文庫版全13巻）
- MAYA 真夜中の少女（週刊少年マガジン 1994年 - 1996年、全9巻）
- 蒼き神話マルス（週刊少年マガジン 1996年 - 1999年、全13巻、文庫版全4巻）
- 空の昴（原案協力：金谷多一郎、週刊少年マガジン→マガジンSPECIAL 2000年 - 2004年、全21巻）
- ちょっと探偵気分（小説現代増刊 メフィスト（講談社） 2004年、全1巻）
- 冥宮ミステリーファイル VISIONZ（週刊少年マガジン 2005年、短期集中連載、全1巻）
- ナンクルナイサで行こう!! 漫画レッスン宮里道場（指導：宮里優、脚本：かわさき健、企画協力：宮里道場、アルバトロス・ビュー（プレジデント社） 2006年 - 連載中）
- 担ぎ屋どおも（原作：七三太朗、週刊現代（講談社） 2007年 - 2010年、全11巻）
- コーキューシュッセ（原作：濱口輝、ゴルフレッスンコミック（日本文芸社） 2012年 - 2016年）
- 派遣ゴルファー明日美ちゃん（GOLFコミック（秋田書店） 2011年9月号 - 2014年4月号、全4巻）
- ジャンク―がらくたのゴルフ―（原案協力：金谷多一郎、GOLFコミック（秋田書店） 2014年5月号 - 2017年7月号、全5巻）
- 杏プレイヤブル![序章]（原案協力：金谷多一郎、GOLFコミック（秋田書店） 2017年8月号[5] - 2018年2月号（休刊）[6]、全1巻）
- 哲先生のGolfラボ〜感育のススメ〜（指導：松本哲也、ゴルフレッスンコミック（日本文芸社） 2017年 - 連載中）
- ダモクレスのゴルフ（COMIC BULL、コミックDAYS（講談社） 2020年 - 2021年、全3巻）

### 読切
- 喫茶店LaLa日記（週刊少年マガジン、1987年、読切連作）※亜砂みえる名義
- ヴァンパイラぴんく（マガジンFRESH、1999年）
- ティイング オフ 「空の昴」序章（原案協力：金谷多一郎、週刊少年マガジン、2000年）
- 丸山茂樹物語（写真・取材協力：宮本卓、週刊少年マガジン、2004年）
- 金田一さん事件ですよ!〜THE MOVIE 2006〜（別冊宝島 僕たちの好きな金田一耕助（宝島社）、2006年、ISBN 978-4-7966-5572-9）

### その他
解説
- 加納朋子『沙羅は和子の名を呼ぶ』集英社文庫、2002年。ISBN 4-08-747488-7。

## 師匠
- きくち正太[1]